# Stenocercus orientalis
Stenocercus orientalis — вид ігуаноподібних ящірок родини Tropiduridae. Ендемік Перу.

## Поширення і екологія
Stenocercus orientalis мешкають в горах Східного хребта Перуанських Анд, в регіоні Амазонас, зокрема в долині річки Уткубамба. Вони живуть у вологих гірських тропічних лісах Перуанської Юнги та у високогірних чагарникових заростях. Зустрічаються на висоті від 2200 до 2900 м над рівнем моря.